# Biljana Borzan
Biljana Borzan, née le 29 novembre 1971 à Osijek, est une femme politique croate, membre du Parti social-démocrate de Croatie (SDP).

## Biographie
Elle est députée européenne depuis 2013.